# Mimmo Sepe
Mimmo Sepe, all'anagrafe Domenico Sepe (Napoli, 16 aprile 1955 – Napoli, 5 maggio 2020), è stato un attore e comico italiano.

## Biografia
Cominciò la sua gavetta teatrale nel 1973, alternandosi in varie compagnie. In coppia con il collega Corrado Taranto, negli anni ottanta intrattenne il pubblico sia in teatro che in televisione; in quello stesso decennio approdò anche sul grande schermo, ritagliandosi parti da comprimario. Nel 1982 esordì al cinema; partecipò a una decina di film in tutto, ogni volta come caratterista. Nel 1995 fondò una propria compagnia teatrale portando avanti spesso il ruolo stereotipato del simpatico omaccione. In seguito optò spesso per i monologhi. Per la televisione apparve in diversi spot televisivi e recitò in un paio di fiction. È morto il 5 maggio 2020 a 65 anni dopo una lunga malattia.

## Filmografia

### Cinema
- No grazie, il caffè mi rende nervoso, regia di Lodovico Gasparini (1982)
- Sotto il vestito niente, regia di Carlo Vanzina (1985)
- Ternosecco, regia di Giancarlo Giannini (1987)
- Stradivari, regia di Giacomo Battiato (1988)
- Grazie al cielo, c'è Totò, regia di Stefano Pomilia (1991)
- Ladri di futuro, regia di Enzo Decaro (1991)
- Rosa Funzeca, regia di Aurelio Grimaldi (2002)
- Il ritorno del Monnezza, regia di Carlo Vanzina (2005)
- Amore e libertà - Masaniello, regia di Angelo Antonucci (2006)
- Un'estate al mare, regia di Carlo Vanzina (2008)
- Natale col boss, regia di Volfango De Biasi (2015)

### Televisione
- Big Man – serie TV, episodio 1x06 (1988)
- Dio ci ha creato gratis – miniserie TV, 1 episodio (1998)

## Doppiatori italiani
- Vittorio Stagni in Sotto il vestito niente